# Нагорная всехсвятская церковь (Екатеринбург)
Всехсвятская (Нагорная) це́рковь — кирпичный храм в Екатеринбурге, построенный по проекту М. П. Малахова. Закладка храма состоялась в 1813 году на возвышенности возле современной Нагорной улицы. Вокруг церкви располагалось первое кладбище Верх-Исетского поселка.
В 1930 году храм был снесён во время строительства клуба «Металлург» для рабочих Верх-Исетского завода. Во время войны клуб и окружающая его территория были заняты заводом Уралкабель, доступа на территорию нет.